# めちゃ乳
『めちゃ乳』（めちゃちち）は、GyaOのインターネットテレビ枠『GyaOジョッキー』で放送されていたトークバラエティ番組。隔週水曜日22時 - 23時に生放送（2007年4月末までは毎週月曜日23時 - 24時）。

## 概要
松金洋子出演のトークバラエティ番組。当初はスペシャル番組であった。

## 出演者
- 松金洋子

## コーナー
生ポラプレゼント
視聴者からポーズを募集。松金に選ばれたポーズは、番組の放送中にポラロイドカメラで撮影して視聴者へプレゼントしていた。募集中は、下記「ブログ連動質問コーナー」を行っていた。
ブログ連動質問コーナー
松金のブログで毎週水曜日に募集し、視聴者からの質問に答えていく。
乳文字
胸を使って文字を書き、それを視聴者が当てるゲーム。最初はあまりにも簡単すぎて、回線速度が速いユーザに有利なゲームだった。しかし、途中から漢字が難しくなり、ゲーム性が上がっていた。